# Средняя Отла
Средняя Отла (коми Шӧр Тыла) — деревня в Княжпогостском районе республики Коми в составе сельского поселения Шошка.

## География
Находится на левом берегу реки Вымь на расстоянии примерно 20 км на север-северо-запад по прямой от центра района города Емва.

## История
Отмечается с 1698 год как погост Отла, объединявший 9 селений: деревни Труфановская, Веневская, Борняковская, Озеевская, Мызжевская, Ивановская и 3 пустоши. К 1710 году осталась одна только Отла. В первой половине XIX века здесь построили часовню. В 1918 году в Средней Отле жили 207 человек. В 1995 году здесь ещё имелся сельский клуб.

## Население
| 2010 |
| ---- |
| 22   |

Постоянное население составляло 33 человека (коми 64 %, русские 27 %) в 2002 году.